# Landolfo VI di Benevento
Landolfo VI di Benevento (... – 7 novembre 1077) è stato un principe longobardo che governò, in co-reggenza con il padre, successivamente col figlio, il Ducato di Benevento dal 1038 al 1053 e dal 1054 al 1077.
Landolfo fu l'ultimo principe di Benevento. A differenza dei suoi predecessori, non ebbe la possibilità di governare da solo, eccetto che per gli ultimi tre anni, in cui il principato era ormai sotto la signoria del Papa.

## Biografia
Landolfo era il primogenito di Pandolfo III e fu nominato co-principe nell'agosto o nel settembre del 1038. Nel 1041 una congiura di aristocratici mise a rischio il potere di Pandolfo e Landolfo. Secondo recenti ipotesi, la ribellione potrebbe essere stata diretta dal fratello di Pandolfo, Atenulfo, che avrebbe tentato così di conquistare il potere da cui era stato escluso, non essendo stato nominato co-principe anch'egli. La rivolta fallì e Atenulfo fuggì presso i Normanni, per i quali svolse il ruolo di comandante militare, in particolare, nella  battaglia di Montepeloso.
Nel 1047, l'imperatore Enrico III il Nero scese in Italia per sostenere i suoi diritti imperiali nel Mezzogiorno. La moglie Agnese di Poitou visitò il Monte Gargano in pellegrinaggio e ritornò via Benevento, dove fu accettata, seppur con freddezza. Invece pochi giorni dopo le porte della città restarono chiuse di fronte al  marito, mal visto a causa dei suoi riconoscimenti e delle sue concessioni a favore dei Normanni. L'imperatore respinto immediatamente delegò i normanni per assediare la città, poiché egli doveva far ritorno in Germania, e papa Clemente II scomunicò Landolfo, Pandolfo e la cittadinanza.
L'assedio fu infine revocato, tuttavia la mancanza di rispetto mostrato verso la famiglia imperiale e la chiesa, unita al declino del principato fece sì che lo zio di Landolfo, Dauferio (noto anche come Desiderio e in seguito consacrato Papa col nome di Vittore III), fuggisse dalla città e si rifugiasse presso Guaimario IV di Salerno, che ospitava i giovani religiosi a La Cava. Landolfo in persona si recò a Salerno per incontrare Guaimario e negoziare il ritorno di Dauferio. Dauferio ritornò con la promessa che la sua vocazione monastica sarebbe stata rispettata.
Le vicende di Benevento tornarono in primo piano nel 1050, quando Papa Leone IX andò in pellegrinaggio al Monte Gargano e, durante il viaggio di ritorno, si vide negare l'ingresso nella città. Leone IX riaffermò così la scomunica nei confronti dei principi. I cittadini si ribellarono e li espulsero. Poi inviarono un'ambasciata al papa a Roma offrendogli di mettere la loro città sotto il dominio pontificio.
Nell'aprile del 1051, il cardinale Umberto di Silva Candida e Domenico Marango, patriarca di Grado, entrarono a Benevento per ricevere la città per conto del papa. Il 5 luglio 1051, il papa entrò nella sua nuova città per prenderne possesso a nome suo e dell'imperatore.
All'indomani della battaglia di Civitate, il papa fu costretto dai Normanni a restare prigioniero in Benevento dal giugno 1053 al marzo 1054. In quell'anno, il pontefice poté tornare a Roma e la città invitò Pandolfo e Landolfo a ritornare. Tornarono nel 1055 e regnarono mantenendo comunque rapporti molto stretti col papato. Nel 1056, Landolfo associò suo figlio Pandolfo IV. Nel 1060 Pandolfo III si fece monaco al monastero di Santa Sofia, lasciando, all'atto pratico, Landolfo e Pandolfo IV unici principi.
Da questo momento in poi le fonti che menzionano Landolfo diventano sempre più rare; egli perse gradualmente il potere, riducendosi sostanzialmente ad un vassallo del Papa.  Nel 1065 fu ammonito da papa Alessandro II "che la conversione degli ebrei non doveva essere ottenuta con la forza. Fu presente il 1º ottobre 1071 alla consacrazione dell'abazia di Monte Cassino. Nell'agosto 1073 giurò fedeltà a papa Gregorio VII, il suo signore, e promise di rispettare i diritti dei cittadini di Benevento. Gregorio cominciò addirittura a risiedere di tanto in tanto nel palazzo di Landolfo a Benevento, che Amato chiama "lo plus grand palaiz" ("il più grande palazzo").
Il figlio Pandolfo IV morì nel 1074 nella battaglia di Montesarchio.
Landolfo non appare più nelle cronache; morì come unico principe, sotto il papa, nel 1077. Con la sua morte si concluse la dominazione longobarda in Italia meridionale e il governo di Benevento passò ai rettori pontifici, espressione dell'aristocrazia cittadina.

## Nella letteratura
A Landolfo VI di Benevento è dedicato l'omonimo dramma in versi di Tommaso Landolfi del 1959.